# Metaphor
Metaphor foi uma empresa criada em 1982 por integrantes do laboratório Xerox PARC e que desenvolveu uma estação de trabalho bastante avançada para sua época. O equipamento em questão oferecia uma interface gráfica inovadora, baseada na metáfora de um escritório, um gateway de banco de dados, uma placa de rede local padrão Ethernet e aplicações que, já naquela época, implementavam o conceito de cliente-servidor.
O equipamento desenvolvido pela Metaphor foi um dos primeiros a oferecer um pacote completo de hardware e software e uma interface gráfica.
Apesar de ter obtido um razoável sucesso comercial, o equipamento nunca ameaçou a fama e a popularidade do Macintosh, da Apple Inc., ou do Windows, da Microsoft.
A companhia foi adquirida por um de seus maiores clientes, a IBM, em 1992.